# えびの駅
えびの駅（えびのえき）は、宮崎県えびの市大字栗下にある、九州旅客鉄道（JR九州）吉都線の駅である。

## 歴史
- 1912年（大正元年）10月1日：加久藤駅（かくとうえき）として開業[1][2]。
- 1962年（昭和37年）9月20日：貨物営業廃止[2]。
- 1984年（昭和59年）2月1日：荷物扱い廃止[2]。
- 1986年（昭和61年）11月1日：電子閉塞装置導入により無人化[4]。
- 1987年（昭和62年）4月1日：国鉄分割民営化により九州旅客鉄道が継承[1][2]。
- 1990年（平成2年）11月1日：えびの駅に改称[3][2]。

## 駅構造
島式ホーム1面2線を有する地上駅。木造駅舎を持つ。またホーム上に待合室が置かれている。市の代表駅ながら無人駅となっている。小林寄りには男女別の公衆トイレ（水洗式）がある。

### のりば
| のりば | 路線    | 方向 | 行先           |
| ------ | ------- | ---- | -------------- |
| 1      | ■吉都線 | 下り | 小林・都城方面 |
| 2      | ■吉都線 | 上り | 吉松方面       |

## 利用状況
2015年（平成27年）度の1日平均乗車人員は79人である。
近年の1日平均乗車人員は以下の通り。
| 年度   | 1日平均 乗車人員 |
| ------ | ---------------- |
| 1996年 | 159              |
| 1997年 | 152              |
| 1998年 | 161              |
| 1999年 | 160              |
| 2000年 | 163              |
| 2001年 | 150              |
| 2002年 | 139              |
| 2003年 | 117              |
| 2004年 | 95               |
| 2005年 | 88               |
| 2006年 | 79               |
| 2007年 | 68               |
| 2008年 | 72               |
| 2009年 | 84               |
| 2010年 | 87               |
| 2011年 | 81               |
| 2012年 | 73               |
| 2013年 | 68               |
| 2014年 | 69               |
| 2015年 | 79               |

## 駅周辺
- えびの市役所
- 加久藤郵便局
- 日章学園九州国際高等学校
- えびの市立加久藤中学校
- えびの市立加久藤小学校
- 九州自動車道

## 隣の駅
九州旅客鉄道（JR九州）
■吉都線
京町温泉駅 - えびの駅 - えびの上江駅